# Almanzo Wilder

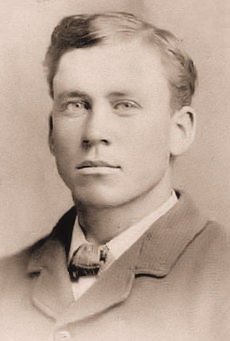
Almanzo Wilder (um 1885)

Almanzo James Wilder (* 13. Februar 1857 in Burke, New York; † 23. Oktober 1949 in Mansfield, Missouri) war der Ehemann von Laura Ingalls Wilder und der Vater von Rose Wilder Lane.

## Leben

### Familie
Almanzo James Wilder wurde am 13. Februar 1857 als fünftes von sechs Kindern des Farmers James Mason (1813–1899) und Angelina Albina Wilder, geb. Day, (1821–1905) geboren. Seine weiteren Geschwister waren Laura Ann (1844–1899), Royal Gould (1847–1925), Eliza Jane (1850–1930), Alice Maria (1853–1892) und Perley Day Wilder (1869–1934). Als Teil ihrer Little-House-Reihe von halb-autobiografischen Romanen schrieb Laura Ingalls Wilder ein Buch mit dem Titel Farmer Boy, das ein Jahr während Almanzos Kindheit in Upstate New York behandelt. In den späteren Little-House-Büchern, in denen seine Frau über ihr Werben und ihre anschließende Ehe schrieb, wurde er zu einer wiederkehrenden Figur.

### Umzug nach Westen
Wegen Ernteausfällen verließ die Familie Burke im Jahr 1870 und ließen sich in Spring Valley, Minnesota, nieder, wo sie eine Farm betrieb. 1879 zog Wilder zusammen mit seinem älteren Bruder Royal und seiner Schwester Eliza Jane ins Dakota-Territorium, um einen Claim in der Nähe der späteren Stadt De Smet zu beanspruchen. Wilder hatte die Absicht, Saatweizen anzupflanzen, das er im Sommer zuvor in Marshall, Minnesota, auf gepachtetem Ackerland angebaut hatte. In De Smet traf er zum ersten Mal Laura Ingalls, deren Familie zu den ersten Siedlern in der Gegend vor der offiziellen Gründung der Stadt gehörte. Die Ingalls’ zogen von Walnut Grove, Minnesota, ins Dakota-Territorium, als Charles Ingalls einen kurzen Job bei der Eisenbahn annahm.

### Ehe mit Laura Ingalls
Im Alter von 25 bzw. 15 Jahren begannen Wilder und Ingalls umeinander zu werben. Wilder fuhr Ingalls zwischen De Smet und einer neuen Siedlung 19 Kilometer außerhalb der Stadt hin und her, wo sie als Lehrerin und Internatsleiterin arbeitete. Im Frühling unternahmen sie lange Kutschfahrten. Am 25. August 1885 heirateten Wilder und Ingalls in De Smet. Sie ließen sich auf Wilders Landbesitz nieder und begannen ihre eigene Landwirtschaft. Die Tochter Rose Wilder Lane wurde am 5. Dezember 1886 geboren, die später eine bekannte politische Schriftstellerin und Philosophin wurde.
Wie später von Laura Ingalls in Almanzo und Laura beschrieben, wurden die Wilders während der ersten Jahre ihrer Ehe durch schlechtes Wetter, Krankheit und hohe Schulden geplagt. Im Frühling 1888 erkrankten Wilder und seine Frau an Diphtherie. Obwohl beide überlebten, litt Wilder an Neuritis, einer Spätfolge der Krankheit. Teile seiner Beine waren vorübergehend gelähmt und selbst nachdem sich die Lähmung zurückgebildet hatte, brauchte er einen Stock zum Gehen. Seine Unfähigkeit, die harte körperliche Arbeit zu verrichten, die mit dem Weizenanbau in South Dakota verbunden war, und eine lange Dürre in den späten 1880er und frühen 1890er Jahren trugen dazu bei, dass die Wilders in einen Kreislauf aus Schulden und Armut gerieten.
Das Jahr 1889 bildete einen Wendepunkt im Leben der Wilders. Anfang August bekam das Paar einen Sohn. Das Kind blieb namenlos, als es zwei Wochen später plötzlich an „Krämpfen“ starb. Laura Ingalls sprach nie über seinen Tod und das Paar hatte keine weiteren Kinder. Im selben Monat verlor die Familie ihr Haus durch ein Feuer und ihre Ernte durch die Dürre. Rose Wilder Lane berichtete später: „Es bedurfte sieben aufeinanderfolgender Jahre völliger Ernteausfälle, mit Arbeit, Wetter und Krankheiten, die seine Gesundheit dauerhaft zerstörten, und Zinssätzen von 36 Prozent für Geld, das zum Kauf von Lebensmitteln geliehen wurde, um uns von diesem Land zu vertreiben.“
1890 zogen die Wilders nach Spring Valley, um bei Almanzos Eltern auf deren Farm zu wohnen. Es war eine Zeit der Ruhe und Erholung für die müde Familie. Zwischen 1891 und 1892 zog die Familie erneut um, diesmal nach Westville, Florida. Sie hofften, ein wärmeres Klima würde Wilder helfen, wieder zu Kräften zu kommen. Letztlich halfen ihm die wärmeren Temperaturen zwar bei der Genesung, seiner Frau gefielen jedoch weder das feuchte Klima noch die Sitten der Einheimischen. 1892 kehrten sie nach De Smet zurück, wo sie in der Nähe von Lauras Familie ein kleines Haus in der Stadt mieteten. Während seine Frau als Näherin in einer Schneiderei arbeitete, fand Wilder Arbeit als Schreiner und Tagelöhner.

### Umzug nach Missouri und spätere Jahre
Am 17. Juli 1894 verließen die Wilders De Smet und zogen im Planwagen in die Ozarks von Missouri, nachdem sie Broschüren darüber gelesen und Geschichten eines Einheimischen gehört hatten, der nach Missouri gereist war, um sich die Gegend selbst anzusehen. Am 31. August kamen sie in der Nähe von Mansfield an und Wilder leistete eine Anzahlung von 100 Dollar für 16,2 Hektar hügeliges, felsiges, unbebautes Land, das seine Frau treffend „Rocky Ridge Farm“ nannte. Die Farm sollte das endgültige Zuhause des Paares werden. Im Laufe von 20 Jahren baute Wilder seiner Frau das, was sie später als ihr Traumhaus bezeichnete: ein einzigartiges Haus mit 10 Zimmern, in dem er die Küchenschränke speziell für ihre kleine Körpergröße von 1,52 Metern anfertigte.
Die Rocky Ridge Farm wurde schließlich auf etwa 80,9 Hektar erweitert und war ein produktiver Geflügel-, Milch- und Obstbetrieb. Wilder ging seiner Leidenschaft für Morgan-Pferde nach und hatte auch eine große Herde von Kühen und Ziegen. Die Wilders konzentrierten sich auf den Weizenanbau in South Dakota und entschieden sich für einen diversifizierteren Ansatz in der Landwirtschaft, der dem Klima der Ozarks entsprach. Almanzo Wilder verbrachte den Rest seines Lebens auf seiner Farm und sowohl er als auch seine Frau waren während ihrer Zeit in Missouri in verschiedenen Gemeinden und Kirchen aktiv.
Ihre Arbeit in Rocky Ridge in den 1930er und 1940er Jahren und die Einnahmen aus den Büchern verschafften den Wilders schließlich ein ausreichend sicheres Einkommen, um eine finanzielle Stabilität zu erreichen, die ihnen früher nicht möglich war. Zuvor hatte Laura Ingalls zu ihrem Einkommen beigetragen, indem sie gelegentlich Untermieter aufnahm, Kolumnen für eine ländliche Zeitung schrieb und als Schatzmeisterin bzw. Darlehensverwalterin für eine landwirtschaftliche Darlehenskasse tätig war. Ihre Tochter lebte lange Zeit mit den Wilders auf dem Hof, sorgte dafür, dass der Ort mit Strom und anderen modernen Einrichtungen ausgestattet wurde, ließ sogar ein Steinhaus im englischen Stil für sie bauen und übernahm dann für etwa zehn Jahre das Farmhaus.
Wilder lernte, ein Auto zu fahren, was ihre Möglichkeiten, die Farm zu verlassen, erheblich verbesserte. Sie unternahmen schließlich mehrere lange Autofahrten, unter anderem nach Kalifornien und in den Pazifischen Nordwesten, und besuchten mehrmals Lauras Familie in South Dakota. Als ihre Tochter um 1937 dauerhaft nach Connecticut zog, kehrten ihre Eltern in ihr Farmhaus zurück und verkauften später das östliche Grundstück mit dem Steinhaus.
Wilder verbrachte seine letzten Jahre damit, kleine Gemüse- und Blumengärten zu pflegen, seiner lebenslangen Liebe zur Holzbearbeitung und Schreinerei nachzugehen und seine Ziegen zu hüten. Er half seiner Frau bei der Begrüßung der Wagenladungen von Little-House-Fans, die regelmäßig ihren Weg zur Rocky Ridge Farm fanden.
Almanzo Wilder starb am 23. Oktober 1949 im Alter von 92 Jahren nach zwei Herzinfarkten. Laura Ingalls Wilder starb sieben Jahre später, am 10. Februar 1957. Rose Wilder Lane starb am 30. Oktober 1968. Er ist neben seiner Frau und seiner Tochter in Mansfield begraben. Viele von Wilders Besitztümern und Handarbeiten sind heute auf der Rocky Ridge Farm sowie an den Standorten Malone und Spring Valley zu sehen. Die Rocky Ridge Farm ist heute als Laura Ingalls Wilder/Rose Wilder Lane Museum bekannt.
Aus den Berichten seiner Frau und seiner Tochter geht hervor, dass Almanzo Wilder ein ruhiger, stoischer Mann war, repräsentativ für die Zeit und Kultur, in der er lebte. Seine Liebe zur Landwirtschaft, zu Pferden und zum ländlichen Leben ist in den schriftlichen Erinnerungen seiner Familie und Freunde gut dokumentiert.
In der Fernsehserie Unsere kleine Farm, die lose auf den Büchern von Laura Ingalls Wilder basiert, wird Almanzo Wilder von Dean Butler dargestellt.